# Sylvie Joly
Sylvie Joly (Parigi, 18 ottobre 1934 – Parigi, 4 settembre 2015) è stata un'attrice francese.

## Filmografia parziale
- L'idolo della città (Salut l'artiste), regia di Yves Robert (1973)
- Paul and Michelle, regia di Lewis Gilbert (1974)
- I santissimi (Les Valseuses), regia di Bertrand Blier (1974)
- La storia di Edith Piaf, angelo della strada (Piaf), regia di Guy Casaril (1974)
- Calmos, regia di Bertrand Blier (1976)
- Preparate i fazzoletti (Préparez vos mouchoirs), regia di Bertrand Blier (1978)
- Quanto rompe mia moglie (Vas-y maman), regia di Nicole de Buron (1978)
- Un chien dans un jeu de quilles, regia di Bernard Guillou (1983)
- L'amico di Vincent (L'Ami de Vincent), regia di Pierre Granier-Deferre (1983)
- Les fauves, regia di Jean-Louis Daniel (1984)
- Il miracolo (Le Miraculé), regia di Jean-Pierre Mocky (1987)
- L'ultima corsa (Agent trouble), regia di Jean-Pierre Mocky (1987)
- Les saisons du plaisir, regia di Jean-Pierre Mocky (1988)
- Quella strada chiamata paradiso (588 rue Paradis), regia di Henri Verneuil (1992)
- I miserabili (Les Misérables), regia di Claude Lelouch (1995)
- I visitatori 2 - Ritorno al passato (Les Couloirs du temps: Les visiteurs II), regia di Jean-Marie Poiré (1998)
- Domani andrà meglio (Ça ira mieux demain), regia di Jeanne Labrune (2000)
- Ma femme... s'appelle Maurice, regia di Jean-Marie Poiré (2002)
- Les Dalton, regia di Philippe Haïm (2004)
- L'auberge rouge, regia di Gérard Krawczyk (2007)